# Cerastium brevicarpicum
Cerastium brevicarpicum är en nejlikväxtart som beskrevs av Henry Hurd Rusby. Cerastium brevicarpicum ingår i släktet arvar, och familjen nejlikväxter. Inga underarter finns listade i Catalogue of Life.